# Жигулин, Пётр Петрович
Жигулин Пётр Петрович (1914—1990) — участник Великой Отечественной войны, полный кавалер Ордена Славы, наводчик миномёта 120-мм миномётной батареи 102-го гвардейского Померанского стрелкового полка, 35-й гвардейской Лозовской Краснознаменной орденов Суворова и Богдана Хмельницкого стрелковой дивизии, 8-й гвардейской армии, 1-го Белорусского фронта, гвардии младший сержант.

## Биография
Родился 28 декабря 1914 года в селе Муром (ныне — Шебекинского района Белгородской области) в крестьянской семье. Украинец. В 1928 году окончил 4 класса школы. В 1935 году переехал в село Кисловка ныне Купянского района Харьковской области (Украина). Трудился рабочим Кисловского свеклосовхоза.
С 1936 по 1939 год проходил действительную воинскую службу в Красной Армии. Повторно призван в 1943 году. С марта 1943 года — в действующей армии. Воевал на Юго-Западном (с 20 октября 1943 года — 3-й Украинский) и 1-м Белорусском фронтах. Принимал участие в освобождении Левобережной Украины, Никопольско-Криворожской, Березнеговато-Снигиревской, Одесской, Люблин-Брестской, Висло-Одерской и Берлинской наступательных операциях. В боях был трижды ранен.
В июне 1944 года 35-я гвардейская стрелковая дивизия была передислоцирована в полосу 1-го Белорусского фронта. В результате Люблин-Брестской наступательной операции части дивизии овладели плацдармом на западном берегу реки Висла в районе населённого пункта Магнушев (ныне Козеницкий повят, Мазовецкое воеводство, Польша). В ожесточённых боях за удержание плацдарма с 1 по 14 августа 1944 года миномёт П. П. Жигулина уничтожил 4 огневые точки и до двух взводов пехоты противника. При отражении ожесточённых вражеских контратак 7 и 8 августа П. П. Жигулину пришлось работать за наводчика и за второго номера расчёта, который был ранен. Быстро заряжая миномёт и восстанавливая его наводку, он обеспечил точное ведение огня по атакующей пехоте. Приказом командира дивизии награждён орденом Красной Звезды.
В ходе Висло-Одерской наступательной операции миномётчики поддерживали огнём атакующие подразделения. В январе 1945 года в боях расчёт П. П. Жигулина уничтожил 3 станковых и 2 ручных пулемёта, артиллерийское орудие, до взвода пехоты противника. В ходе марша при столкновениях с разрозненными группами противника П. П. Жигулин из личного оружия уничтожил 7 немецких солдат.
Приказом командира 35-й гвардейской стрелковой дивизии от 6 марта 1945 года гвардии рядовой Жигулин Пётр Петрович награждён орденом Славы 3-й степени.
В результате операции 35-я гвардейская стрелковая дивизия вышла к реке Одер южнее города Кюстрин (ныне Костшин-над-Одрой, Гожувский повят, Любушское воеводство, Польша), форсировала реку и захватила плацдарм. В боях за расширение плацдарма 102-й гвардейский стрелковый полк вышел к населённому пункту Киц (ныне район Меркиш-Одерланд, земля Бранденбург, Германия). 10 марта 1945 года в ходе отражения контратак врага расчёт П. П. Жигулина уничтожил взвод 81-мм миномётов, 2 станковых и 4 ручных пулемёта, до взвода пехоты противника.
Приказом командующего 8-й гвардейской армией от 5 мая 1945 года гвардии рядовой Жигулин Пётр Петрович награждён орденом Славы 2-й степени.
В уличных боях в городе Берлин миномётчики продвигались вместе со стрелковыми подразделениями, поддерживая их действия. 28 апреля 1945 года расчёт П. П. Жигулина уничтожил станковый пулемёт и до десяти солдат противника. 1 мая вместе с другими расчётами батареи миномётчики подавили огонь батареи 75-мм пушек, миномётной батареи и уничтожили до взвода пехоты противника.
Указом Президиума Верховного Совета СССР от 15 мая 1946 года за образцовое выполнение боевых заданий командования в боях с немецко-фашистскими захватчиками на завершающем этапе Великой Отечественной войны гвардии младший сержант Жигулин Пётр Петрович награждён орденом Славы 1-й степени.
В ноябре 1945 года старшина П. П. Жигулин демобилизован. Жил в селе Ягодное Купянского района Харьковской области. Работал учётчиком тракторной бригады в Кисловском свеклосовхозе.
Умер 10 июня 1990 года.

## Награды
- орден Отечественной войны 1-й степени (указ Президиума Верховного Совета СССР от 11.03.1985 года)
- Орден Красной Звезды (приказ командира 35 гвардейской стрелковой дивизии от 19.08.1944 года)
- Орден Славы 1-й степени (указ Президиума Верховного Совета СССР от 15.05.1946 года)
- Орден Славы 2-й степени (приказ командующего 8 гвардейской армии от 05.05.1945 года)
- Орден Славы 3-й степени (приказ командира 35 гвардейской стрелковой дивизии от 06.03.1945 года)
- Медали